# Colby Corino
Colby Stevens Corino  (nacido el 28 de agosto de 1996) es un luchador profesional estadounidense que actualmente trabaja con la NWA. Corino es mejor conocido por su tiempo con Ring of Honor (ROH) y ha luchado para WWE, así como para varias promociones independientes, incluidas PWF, PWX, CWF Mid-Atlantic Wrestling, DPW y Catalyst Wrestling.
Es hijo del ex Campeón Mundial de Peso Pesado de NWA y Campeón Mundial de ECW, Steve Corino.

## Carrera en la lucha libre profesional

### Carrera temprana (2014-2023)
Corino firmó un contrato con Ring of Honor en 2014 y debutó poco después, uniéndose a The Decade y alineándose con BJ Whitmer, Jimmy Jacobs y Adam Page como su "jovencito". La incorporación de Corino a The Decade causó fricción entre Whitmer y Jacobs, lo que llevó a un combate entre los dos en Supercard of Honor IX, ganado por Whitmer en lo que sería el último combate de Jacobs en Ring Of Honor. Después de la partida de Jacobs, como parte de la historia del "niño joven" , Whitmer regularmente reprendía, avergonzaba e incluso atacaba a Corino frente a su padre, el entonces comentarista y exluchador profesional Steve Corino. Whitmer disolvió el grupo en 2016.
A principios de 2016, Corino participó en el Torneo Top Prospect de ROH. Compitió en la primera ronda el 9 de enero, donde fue eliminado por Punisher Martinez.
El 17 de noviembre de 2016, se anunció que Corino se uniría al New Japan Pro-Wrestling Dojo para entrenar como un Young Lion.
Corino formó el grupo "Ugly Ducklings" con Lance Lude y Rob Killjoy. Junto a sus compañeros de Ugly Duckling, Corino hizo una aparición especial en el especial de TNA Total Nonstop Deletion, como parte del Tag Team Apocalypto. Fue rápidamente eliminado por Decay (Abyss & Crazzy Steve).

### National Wrestling Alliance (2019-2023)
Colby debutó en segundo episodio de NWA The Circle Squared grabado el 15 de diciembre de 2019 y emitido el 10 de marzo de 2020, derrotando a George South.
En el Pre-Show de NWA When Our Shadows Falls, derrotó a PJ Hawx y a Captain Yuma. En el Pre-Show de NWA 73rd Anniversary Show, fue derrotado por PJ Hawx.

### WWE (2020, 2023)
Colby apareció en la edición del 17 de agosto de 2020 de WWE RAW Underground, perdiendo ante Erik de The Viking Raiders, así como en la edición del 4 de septiembre de 205 Live contra Mansoor.
En febrero de 2023, se informó que Colby había firmado con WWE. Más tarde, se informó que su acuerdo con la WWE fracasó.

### Regreso a National Wrestling Alliance (2023-presente)
Colby hizo su regreso a NWA en la noche 2 de Crockett Cup, acompañado por Jamie Stanley, derrotando a Eric Jackson, Flip Gordon, Gaagz The Gymp, Jarron Fulton y Joe Alonzo para convertirse en el contendiente #1 por el Campeonato Mundial Junior Peso Pesado de NWA. El 26 de agosto en la noche 1 del Show del 75 Aniversario de NWA , Corino ganó el Campeonato Mundial Junior Peso Pesado de NWA. cuando derrotó a Kerry Morton.
En el episodio de NWA Powerrr: Paranoia emitido el 20 de febrero, derrotó a Mecha Wolf con Homicide como árbitro especial invitado y retuvo el Campeonato Mundial Peso Pesado Junior de NWA.

## Campeonatos y logros
- America's Most Liked Wrestling
  - AML Prestige Championship (2 veces)[13]
- Atomic Championship Wrestling
  - ACW Cruiserweight Championship (1 vez)[14]
- Capitol Wrestling / Catalyst Wrestling
  - Capitol Wrestling Heavyweight Championship / Catalyst Wrestling Heavyweight Championship (1 vez)[15]
- H2O Wrestling: Hardcore Hustle Organization
  - H2O Heavyweight Championship (1 vez)[16]
- Krossfire Wrestling
  - KFW Championship (1 vez)[17]
- National Wrestling Alliance
  - NWA World Junior Heavyweight Championship (1 vez)[18][19]
  - Champions Series Tournament (2021) – con Trevor Murdoch, Jax Dane, Jennacide y The Masked Mystery Man[20]
- Premier Wrestling Federation
  - PWF Junior Heavyweight Championship (3 veces)[21]
  - PWF Universal Six Man Tag Team Championship (1 vez) – con Lance Lude y Rob Killjoy
  - PWF Unified Tag Team Championship (2 times) – with Andrew Everett (1) and NINA (1)[22]
  - PWF Crystal Coast Oceanic Championship (2 veces)[23]
  - Iron J Tournament (2014)[24]
  - Lil' Sebastian Memorial Premier Tag League Tournament (2021) - with NINA[25]
  - Oceanic XII Tournament (2021)[26][27]
  - Most Popular Wrestler of the Year Award (2014)[28]
  - Match of the Year Award (2015, 2021)[29][30]
  - MVP Award (2020)[29]
- Pro Wrestling World-1
  - World-1 U-30 Open-weight Championship (1 time)
  - World-1 Tag Team Championship (1 vez) – con Steve Corino
- Ring Wars Carolina
  - RWC Junior Heavyweight Championship (1 vez)[31]
- Vanguard Championship Wrestling
  - VCW Commonwealth Heritage Championship (2 veces)[32]
- Pro Wrestling Illustrated
  - Situado en el Nº226 de PWI 500 en 2022[33]